# Franco Sortini
Franco Sortini (Capua, 1958) è un fotografo italiano.

## Biografia
Franco Sortini nasce a Capua nel 1958, trascorre la giovinezza a Salerno e si interessa di fotografia fin dai tempi del liceo.
Inizia la sua ricerca scattando fotografie in bianco e nero che sviluppa e stampa da solo. Nel 1982 a Massa Lubrense incontra Franco Fontana, l'incontro segna una svolta nel suo lavoro, inizia a scattare al colori e ricerca gli equilibri cromatici sulla scia del maestro.
Nel 1990 partecipa ai "Rencontres Internationales de la Photographie" di Arles.
Nel 1991 espone a Berlino "Frammenti di memoria", una serie fotografica sulla figura, sviluppata con la tecnica del mosso, negli anni seguenti la mostra si sposta in maniera itinerante in Spagna.
Nel 1995 Jean-Claude Lemagny, Direttore del Dipartimento di Fotografia della Biblioteca nazionale di Francia di Parigi, acquisisce alcune fotografie di "frammenti di memoria" per la collezione della biblioteca.
Alla metà degli anni 90 comincia ad interessarsi di fotografia a sviluppo immediato. Con Polaroid, e con il "Gruppo Polaser", pubblica alcuni libri e partecipa ad una serie di mostre a Parigi, alla Maison de l'Italie nel 2007 e a New York nel 2008.
Dal 2011 inizia una lunga ricerca sul paesaggio urbano, che lo porterà a pubblicare nel 2015 il libro Un Luogo Neutro, edito da Punto Marte Editore. Lavora fotografando scene urbane della nativa Italia e d'Europa, focalizzandosi sulla città vuota, inseguendo il concetto rinascimentale della "città ideale", un luogo dove poter trovare ordine nel caos.
Il suo lavoro nasce negli spazi ed è scritto anche con il grande formato, di cui necessita, per risolvere la struttura prospettica, l'impianto visivo di cui ogni foto è dotata. Impianto classico, in cui prevale una prospettiva centrale che delinea il profilo di una fabbrica, degli edifici, ma in senso più esteso quello di un'architettura. Un genere fortemente urbano dove il rigore e l'ordine costruttivo viene risolto con un colore desaturato..
Le sue fotografie sono presenti nelle collezioni della Biblioteca nazionale di Francia di Parigi, dell'Archivio AFOCO di Cordoba, della Galleria civica di Modena, del Dipartimento di Arte Moderna dell'Università di Siena, del Museo dello sbarco di Salerno, ed in molte collezioni private. Nel 2018 gli è stato assegnato il "Premio UVA - Università di Verona per l'Arte" per la fotografia contemporanea.

## Opere
- Proposte per un Museo di Fotografia Contemporanea, Euroteam editore, 1988.
- Magicopolaservivere, Immedia editrice, 2003.
- L'isola, Ibridilibri, 2008.
- Ibrido Futurista, Ibridilibri, 2009.
- 10 anni di magia, Monografie Fiaf Italia, 2010.
- Praticare la città, Liguori, 2013.
- Un luogo neutro, Punto Marte editore, 2015.
- No Man’s Land, Camera Infinita Lisbona, 2017.
- Tempo Sospeso, Edizioni dell'Ombra, 2021.

## Mostre
- Pompei, Galleria la Boite, Salerno, 1982
- Paesaggio, Ken Damy Photogallery, Brescia, 1986
- Frammenti di memoria, Cafè Aroma Photogalerie, Berlino, 1991
- Frammenti di memoria, Galleria Diafragma foto, Cordoba, 1995
- Frammenti di memoria, Galleria Aula7, Malaga, 1995
- Frammenti di memoria, Galleria UFCA, Algeciras, 1995
- Camera con vista: Polaroid, Palazzina neoclassica, Giffoni Valle Piana, 2002
- Salerno: paesaggio urbano, Complesso monumentale di Santa Sofia, Salerno, 2005
- Polaroid, Maison d'Italie, Parigi, 2007
- Polaroid, Polair, New York, 2008
- Quelli di Franco Fontana, Fotografia europea, Reggio Emilia, 2011[7]
- Frammenti di memoria, Trevignano Fotografia, Trevignano, 2012[8]
- Berlino: paesaggio urbano, Café Aroma Photogalerie, Berlino, 2013[9]
- Berlino: paesaggio urbano, Pal. San Galgano, Siena, 2014[10]
- Quelli di Franco Fontana, Gallerie Civiche di Palazzo ducale, Pavullo nel Frignano, 2014[11]
- Un luogo neutro, Galleria Gallerati, Roma, 2014[12]
- Quelli di Franco Fontana, Complesso Monumentale dei Dioscuri al Quirinale, Roma, 2014
- Aquae Mundi, Fusion Art Gallery, Torino, 2014
- Forma mediterranea, Palazzo Gravina, Napoli, 2014[13]
- Blank Wall Gallery, Atene, 2015
- Taranto: paesaggio urbano, Palazzo Pantaleo, Taranto 2015[14]
- Taranto: i Tamburi, Forte Sangallo, Nettuno, 2015[15]
- Quelli di Franco Fontana, Galleria Spazio Tadini, Milano 2016
- Un luogo neutro, Galerija Garbas, Rijeka, 2016[16]
- Greenvision, White Photogallery, Lecce 2017[17]
- Fuori 7, Galleria Gallerati, Roma, 2017
- FONT: i caratteri del paesaggio, Palazzo Risolo, Specchia, 2017[18]
- Taranto vuole vivere, Università di Bari Museo della Fotografia, Bari 2018[19]
- L'Anima di Roma, Palazzo Merulana, Roma 2019
- Le geometrie e la luce, galleria Studio Tiepolo 38, Roma 2019
- Oltre lo sguardo, Complesso Monumentale Ex Carcere Borbonico, Avellino 2019[20]